# Mouda
Mouda est une localité du Cameroun située dans la commune de Moutourwa, le département du Mayo-Kani et la Région de l'Extrême-Nord, au pied des monts Mandara, à proximité de la frontière avec le Tchad.

## Population
Mouda comptait 2 874 habitants, dont 1 499 hommes et 1 375 femmes, lors du dernier recensement de 2005.

## Climat
Climat : steppe. Type selon Classification de Köppen : BSh. Température annuelle moyenne : 27,9 °C. Précipitations annuelles moyennes : 828 mm.